# Circuit de Getxo
Circuit de Getxo (en euskera Getxoko Zirkuitua; en castellà Circuito de Getxo) és una cursa ciclista que es disputa anualment pels voltants de la ciutat de Getxo, a Euskadi.
La primera edició es disputà el 1924. Des del 2001 també s'anomena Memorial Ricardo Otxoa en record al ciclista basc Ricardo Otxoa, mort en un accident de cotxe el febrer d'aquell mateix any. Des del 2005 la cursa forma part de l'UCI Europe Tour, amb una categoria 1.1.
El primer vencedor fou Domingo Gutiérrez, mentre que Federico Ezquerra, amb tres victòries, és qui més vegades l'ha guanyat.

## Palmarès
| Any                        | Vencedor                          | Segon                           | Tercer                          |
| -------------------------- | --------------------------------- | ------------------------------- | ------------------------------- |
| 1924                       | Domingo Gutiérrez                 | Segundo Barruetabeña            | Miguel Serrano                  |
| 1925                       | Francisco Cepeda                  | Remigio Loroño                  | Jacinto Suarez                  |
| 1926                       | Segundo Barruetabeña              | Francisco Cepeda                | Domingo Gutiérrez               |
| 1927                       | Dióscoro Alonso                   | Domingo Gutiérrez               | Ramón Abad                      |
| 1928                       | Manuel López                      | Eduardo Fernández               | Claudio Zenon                   |
| 1929                       | Francisco Cepeda                  | Jesús García                    | Eugenio Madrazo                 |
| 1930                       | Marià Cañardo i Lacasta           | Cesareo Sarduy                  | Dionisio Fernández              |
| No disputat de 1931 a 1933 |                                   |                                 |                                 |
| 1934                       | José Urdangarin                   | Bernardo De Castro              | Ramón Ruiz Trillo               |
| 1935                       | Federico Ezquerra Alonso          | Antonio Escuriet San Pedro      | Salvador Molina Andrea          |
| No disputat de 1936 a 1939 |                                   |                                 |                                 |
| 1940                       | Federico Ezquerra Alonso          | José Félix Ezcauriaza           | Ángel Bilbao Laraudogoitia      |
| 1941                       | Julián Berrendero Martín          | Ignacio Orbaizeta Zabaltza      | Fermín Trueba Pérez             |
| 1942                       | Federico Ezquerra Alonso          | Martín Mancisidor Chirapozo     | Isidro Bejarano                 |
| 1943                       | Martín Mancisidor Chirapozo       | Fernando Murcia Legaz           | Federico Ezquerra Alonso        |
| 1944                       | Julián Berrendero Martín          | Martín Mancisidor Chirapozo     | Fermín Trueba Pérez             |
| 1945                       | Cipriano Aguirrezabal Gallastegui | Fermín Trueba Pérez             | Miguel Lizarazu                 |
| 1946                       | Cipriano Aguirrezabal Gallastegui | Julián Aguirrezabal Gallastegui | Miguel Lizarazu                 |
| 1947                       | Miquel Gual Bauzà                 | Bernat Capó Plomer              | Emilio Rodríguez Barros         |
| 1948                       | Juan Espín                        | Francisco Torres                | Francisco Michelena             |
| 1949                       | Jesús Loroño Artega               | Pedro Lizaso                    | Jesús Morales Erostarbe         |
| 1950                       | Jesús Morales Erostarbe           | Martín Mancisidor Chirapozo     | Jesús Loroño Artega             |
| 1951                       | Óscar Elguezabal                  | Jesús Morales Erostarbe         | Julián Aguirrezabal Gallastegui |
| 1952                       | Óscar Elguezabal                  | Cosme Barrutia Iturriagoitia    | Jesús Morales Erostarbe         |
| 1953                       | Hortensio Vidaurreta García       | Óscar Elguezabal                | Cosme Barrutia Iturriagoitia    |
| 1954                       | Cosme Barrutia Iturriagoitia      | Hortensio Vidaurreta García     | Ponciano Arbelaiz               |
| 1955                       | Cosme Barrutia Iturriagoitia      | Tomás Oñaederra                 | Antón Barrutia Iturriagoitia    |
| 1956                       | Antonio Ferraz Núñez              | Felipe Alberdi                  | José Aguirregomezcorta          |
| 1957                       | Hortensio Vidaurreta García       | Juan José Otegui                | José Ramón Azcárate             |
| 1958                       | Fausto Iza Iturbe                 | Antoni Karmany i Mestres        | Julio San Emeterio Abascal      |
| 1959                       | Roberto Morales Erostarbe         | Juan Manuel Menéndez Gómez      | Antón Barrutia Iturriagoitia    |
| 1960                       | Jacinto Urrestarazu Munduate      | Josep Segú i Soriano            | Fausto Iza Iturbe               |
| 1961                       | Antón Barrutia Iturriagoitia      | Julio San Emeterio Abascal      | Juan Campillo García            |
| 1962                       | Roberto Morales Erostarbe         | José Pérez Francés              | José Antonio Momeñe Campo       |
| 1963                       | Manuel Martín Piñera              | José Antonio Momeñe Campo       | Candelas Domínguez              |
| 1964                       | Sebastián Elorza Uría             | Jacinto Urrestarazu Munduate    | José Luis Bilbao Ereñozaga      |
| 1965                       | Antonio Gómez del Moral           | Manuel Martín Piñera            | Eusebio Vélez Mendizábal        |
| 1966                       | Antonio Gómez del Moral           | Carlos Echeverría Zudaire       | Gregorio San Miguel Angulo      |
| No disputat de 1967 a 1979 |                                   |                                 |                                 |
| 1980                       | Felipe Yáñez de la Torre          | Héctor Raúl Rondán              | Imanol Murga Sáez de Ormijana   |
| 1981                       | Marino Lejarreta Arrizabalaga     | Federico Etxabe Musatadi        | Ángel Camarillo Llorens         |
| 1982                       | Juan Carlos Alonso Deteano        | José Luis López Cerrón          | Felipe Yáñez de la Torre        |
| 1983                       | Carlos Hernández Bailo            | Faustino Cueli Arce             | Jesús Blanco Villar             |
| 1984                       | Jesús Guzmán Delgado              | Alfonso Gutiérrez Gutiérrez     | Sabino Angoitia Gaztelu         |
| 1985                       | Antoni Esparza Sanz               | Mathieu Hermans                 | Federico Etxabe Musatadi        |
| No disputat el 1986        |                                   |                                 |                                 |
| 1987                       | Federico Etxabe Musatadi          | Antonio Balboa Rico             | Alberto Leanizbarrutia Abaunza  |
| 1988                       | José Luis Villanueva Orihuela     | Peter Huyghe                    | Melcior Mauri i Prat            |
| 1989                       | John Talen                        | Edwin Bafcop                    | Casimiro Moreda García Tizón    |
| 1990                       | Víctor Gonzalo Guirao             | Alfonso Gutiérrez Gutiérrez     | Jean-Pierre Heynderickx         |
| 1991                       | Adri van der Poel                 | Kenneth Weltz                   | Juan Carlos González Salvador   |
| 1992                       | Mathieu Hermans                   | Johan Museeuw                   | Mario Manzoni                   |
| No disputat el 1993        |                                   |                                 |                                 |
| 1994                       | Orlando Rodrigues                 | Juan Carlos González Salvador   | José Rodríguez                  |
| 1995                       | Miika Hietanen                    | Manuel Fernández Ginés          | Christian Henn                  |
| 1996                       | Arsenio González Gutiérrez        | Serguei Smetanin                | Àngel Edo i Alsina              |
| 1997                       | Jeremy Hunt                       | Àngel Edo i Alsina              | Serguei Smetanin                |
| 1998                       | Marcel Wüst                       | Jeremy Hunt                     | Óscar Freire Gómez              |
| 1999                       | Jesper Skibby                     | Michel Lafis                    | Francisco Mancebo Pérez         |
| 2000                       | César García Calvo                | Alessandro Bertolini            | Rafael Díaz Justo               |
| 2001                       | Alessandro Bertolini              | Francisco Cabello Luque         | Koos Moerenhout                 |
| 2002                       | Martin Elmiger                    | Pàvel Brut                      | Jan Hruška                      |
| 2003                       | Roberto Lozano Montero            | Martin Elmiger                  | Constantino Zaballa Gutiérrez   |
| 2004                       | Gert Vanderaerden                 | Constantino Zaballa Gutiérrez   | Javier Pascual Rodríguez        |
| 2005                       | David Fernández Domingo           | Rubén Lobato Elvira             | David Herrero Llorente          |
| 2006                       | Mikel Gaztañaga Etxeberria        | Carles Torrent Tarrés           | Javier Benítez                  |
| 2007                       | Vicenç Reynés Mimó                | Takashi Miyazawa                | José Joaquín Rojas Gil          |
| 2008                       | Reinier Honig                     | Koldo Fernández de Larrea       | Enrique Mata                    |
| 2009                       | Koldo Fernández de Larrea         | Juan Pablo Forero               | Mikel Gaztañaga Etxeberria      |
| 2010                       | Francisco José Pacheco            | Andrea Piechele                 | Francisco Antón                 |
| 2011                       | Juan José Lobato del Valle        | Stéphane Poulhiès               | Joaquim Rodríguez i Oliver      |
| 2012                       | Giovanni Visconti                 | Danilo Di Luca                  | Enrique Sanz Unzué              |
| 2013                       | Juan José Lobato del Valle        | Armindo Fonseca                 | Egoitz García Etxegibel         |
| 2014                       | Carlos Barbero Cuesta             | Luca Chirico                    | Peio Bilbao López de Armentia   |
| 2015                       | Nacer Bouhanni                    | Juan José Lobato del Valle      | Carlos Barbero Cuesta           |
| 2016                       | Diego Ulissi                      | Simon Yates                     | José Herrada López              |
| 2017                       | Carlos Barbero Cuesta             | Ángel Madrazo Ruiz              | José Herrada López              |
| 2018                       | Alexander Aranburu Deba           | Carlos Barbero Cuesta           | Jon Aberasturi Izaga            |
| 2019                       | Jon Aberasturi Izaga              | Alexander Aranburu Deba         | Lorrenzo Manzin                 |
| 2020                       | Damiano Caruso                    | Giacomo Nizzolo                 | Eduard Prades i Reverter        |
| 2021                       | Giacomo Nizzolo                   | Giovanni Aleotti                | Santiago Buitrago Sánchez       |
| 2022                       | Juan Ayuso Pesquera               | Andrea Piccolo                  | Wilco Kelderman                 |
| 2023                       | Aleksei Lutsenko                  | Tony Gallopin                   | Simone Velasco                  |
| 2024                       | Jon Barrenetxea                   | Clément Champoussin             | Orluis Aular Sanabria           |
| 2025                       |                                   |                                 |                                 |